# 拉泽尔·斯费拉
拉泽尔·斯费拉（羅馬尼亞語：Lazăr Sfera，1909年4月29日—1992年4月24日），罗马尼亚男子足球运动员，司职后卫。他曾代表罗马尼亚国家队参加1934年和1938年国际足联世界杯，两届比赛均止步十六强。